# Ciclo estrale

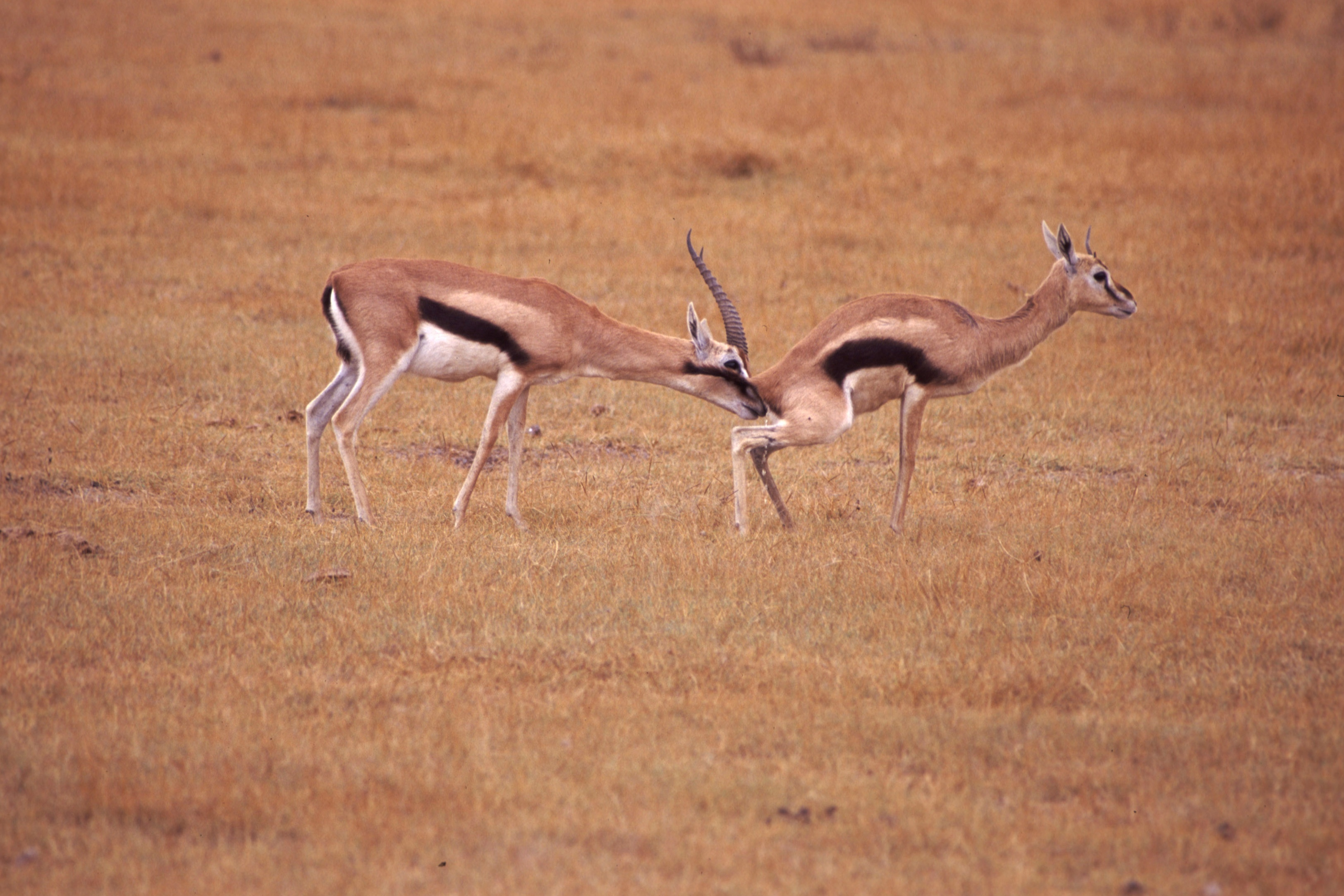
Estro di una gazzella femmina.

Con ciclo estrale si intendono i ciclici cambiamenti fisiologici indotti dal variare dei livelli ormonali nella maggior parte delle femmine dei mammiferi placentati.

## Caratteristiche
Due periodi di estro sono separati da un periodo di anestro, mentre l'estro può essere suddiviso in quattro fasi: pro-estro, estro vero e proprio (volgarmente calore), metaestro e diestro.

### Nella femmina
Il ciclo estrale parte con la pubertà, rendendo le femmine sessualmente mature, interrotto da fasi anestrali o di gravidanza. Di solito, il ciclo estrale, a differenza di quanto avviene nella specie umana, dura fino alla morte.
A differenza degli animali con il ciclo mestruale, le femmine con ciclo estrale sono feconde solo durante questo periodo. Durante il ciclo, l'imminente ovulazione è annunciata ai maschi con segnali visivi e comportamentali, feromoni o entrambi. Se non ha luogo alcuna fecondazione, l'utero riassorbe l'endometrio e si produce un'emorragia mestruale. Esistono differenze significative tra il ciclo estrale e quello mestruale.

### Negli altri animali
Analogamente a quanto avviene per le donne con il ciclo mestruale, anche per il ciclo estrale si tratta di un fenomeno ciclico, ma con diverse differenze con il ciclo tipico delle femmine umane. 
Alcune femmine di cane sperimentano la fuoriuscita di piccole quantità di sangue mentre sono in calore. Questa fase del ciclo estrale corrisponde alla fase follicolare del ciclo estrale e non dovrebbe essere confusa con le mestruazioni.
Le femmine di gatto domestico, invece, essendo animali ad ovulazione indotta, non hanno perdite ematiche, se non per altre complicazioni.